# Mai Charoenpura
Mai Charoenpura (tiếng Thái Lan: ใหม่ เจริญปุระ, sinh ngày 5 tháng 1 năm 1969) là một nữ ca sĩ người Thái Lan.

## Danh sách đĩa nhạc
- Mai Muan ไม้ม้วน (1989)
- Mai Keed Fai ไม้ขีดไฟ (1990)
- Kwam Lap Sud Khoffa ความลับสุดขอบฟ้า (1992)
- Phee Suea Kab Phayu ผีเสื้อกับพายุ (1994)
- Chiwit Mai ชีวิตใหม่ (1997)
- Plaeng Rid แผลงฤทธิ์ (1998)
- Khon Dieaw Nai Hua Jai คนเดียวในหัวใจ (2002)
- Always Mai Samer Always ใหม่เสมอ (2006)

## Phim tham gia

### Phim điện ảnh
- 1987: Nang Nuan - Kiaw - đóng với Likit Ekmongkol
- 2001: The Legend of Suriyothai[4] - Lady Srisudachan - đóng với Chatchai Plengpanich
- 2008: Memory - Ing-orn - đóng với Ananda Everingham
- 2009: Meat Grinder - Buss -  đóng với Arucha Tosawat
- 2010: Still - Phii Dao [Haunting Motel]
- 2011: Mai ka Mam - Mai - đóng với Petchtai Wongkamlao

### Phim truyền hình
| Năm  | Phim                          | Vai                                         | Đóng với                        | Đài  |
| ---- | ----------------------------- | ------------------------------------------- | ------------------------------- | ---- |
|      | Sarp Sorn Rak                 |                                             |                                 | CH3  |
| 2019 | Krong Karm Lồng nghiệp chướng | Yoi Atsawarungrueangkit                     | Jirayu Tangsrisuk, Ranee Campen | CH3  |
| 2004 | Lux Dao Search                | May                                         | Anuwat Niwatwong                | CH5  |
| 2003 | Pom Rak Nuanchawee            | Nuanchawee Petchrung / Nuanchawee Ratchadet | Amphol Lumpoon                  | TITV |
| 2002 | Khon Rerng Muang              | Pring                                       | Oliver Pupart                   | CH5  |
| 1996 | Pan Din Kong Rao              | Pakinee                                     | Yuranunt Pamornmontri           | CH5  |
| 1992 | Wang Nam Won                  | Arpo                                        | Marsha Vadhanapanich            | CH5  |
| 1990 | Poo Ying Taew Na              | Wapun                                       | Nappon Gomarachun               | CH7  |
| 1989 | Takai Dao                     | Pun                                         |                                 | CH7  |
| 1988 | Khon Rerng Muang              | Pring                                       |                                 | CH3  |